# Masia del Vilaró Vell
La Masia del Vilaró Vell és un monument protegit com a bé cultural d'interès nacional a Olius (Solsonès).

## Descripció
Es tracta d'una gran masia fortificada, de planta rectangular i orientada en direcció nord-sud. Té planta baixa, pis i golfes. La porta d'arc de mig punt i amb grans dovelles, està a l'est. S'hi conserva l'arc d'entrada a l'era de la porta principal al sud. Damunt de la porta hi ha adossada una petita estança que sobresurt en vol de la façana. Al nord, hi ha la sortida amb el pou i al costat una porta per entrar al pis amb esgraons, molt posterior. Al mur oest, sota teulada i sobresortint de la façana hi ha una comuna de pedra picada. De la construcció se'n veu el parament de pedres irregulars, excepte a les cantonades que són de pedra picada i escairada. Davant del mur oest, hi ha una gran era, on hi ha les pallisses, les corts i els coberts.

## Història
Els primers documents els trobem al segle xi, en què s'anomena els Anseresa i fins al "Castell d'Anseresa". La casa prengué el nom de Vilaró Vell, quan hi entraren els Vilaró al segle XII: Pere de Vilaró i la seva esposa Bernarda, entre altres llegats, deixen a Santa Maria del Vilaró la meitat del mas de "Bello Solano" (Bell Solar), que posseïen junts amb Bernat de Vilaró, l'any 1163, eren els primers temps en què entraren en la possessió del mas d'Anseresa. Al segle xvi, Santa Maria del Vilaró s'anomenava Santa Maria del Puig, s'hi celebrava la missa en la festa de l'Anunciació i l'hereu del Vilaró pagava les despeses. Al segle xiv, hi hagué un Vilaró (Ponç), que fou bisbe de Vic.